# Franco Mastantuono
Franco Mastantuono (Azul, 2007. augusztus 14.) Argentína) argentin labdarúgó, aki támadó középpályásként játszik a Real Madrid csapatában. A dél-amerikai futball egyik legnagyobb tehetségeként tartják számon. 

## Pályafutása

### Klubcsapatokban
Franco Mastantuono szülővárosában, Azulban kezdett futballozni, mielőtt csatlakozott volna a River Plate akadémiájához. Technikai képességei és játékintelligenciája miatt már fiatal korában kitűnt társai közül.
2023-ban, mindössze 16 évesen debütált a River Plate felnőttcsapatában, így a klub történetének egyik legfiatalabb játékosa lett. A debütálása óta több mérkőzésen is bizonyította tehetségét, és gólokat is szerzett az argentin élvonalban.
2025 június 13-án a Real Madrid hivatalosan is bejelentette, hogy szerződtették az argentín játékost, aki augusztus 14-én a 18. születésnapján csatlakozott az együtteshez. A madridiak kifizették az argentin játékos szerződésében szereplő 45 millió eurós kivásárlási záradékot a River Plate csapatának.

### A válogatottban
2023-ban meghívták az argentin U17-es válogatottba, ahol több tornán is szerepelt, és gólokkal, gólpasszokkal járult hozzá csapata sikereihez.
2025 június 6.-án a Chile elleni Vb selejtezőn bemutatkozhatott a felnőtt válogatottban.

## Statisztikái

### Klubcsapatokban
Frissítve: 2025. június 25.
| Klub           | Szezon         | Bajnokság                  | Bajnokság | Bajnokság | Kupa  | Kupa  | Dél-amerikai és európai | Dél-amerikai és európai | Egyéb | Egyéb | Összesen | Összesen |
| Klub           | Szezon         | Liga                       | Mérk.     | Gólok     | Mérk. | Gólok | Mérk.                   | Gólok                   | Mérk. | Gólok | Mérk.    | Gólok    |
| -------------- | -------------- | -------------------------- | --------- | --------- | ----- | ----- | ----------------------- | ----------------------- | ----- | ----- | -------- | -------- |
| River Plate    | 2024           | Argentine Primera División | 33        | 1         | 1     | 1     | 7                       | 1                       | 0     | 0     | 41       | 3        |
| River Plate    | 2025           | Argentine Primera División | 12        | 4         | 1     | 1     | 6                       | 2                       | 4     | 0     | 23       | 7        |
| River Plate    | Összesen       | Összesen                   | 45        | 5         | 2     | 2     | 13                      | 3                       | 4     | 0     | 64       | 10       |
| Real Madrid    | 2025–26        | La Liga                    | 0         | 0         | 0     | 0     | 0                       | 0                       | 0     | 0     | 0        | 0        |
| Teljes karrier | Teljes karrier | Teljes karrier             | 45        | 5         | 2     | 2     | 13                      | 3                       | 4     | 0     | 64       | 10       |

1. ↑  Magában foglalja a argentin kupán, spanyol kupán való pályára lépéseit is.
2. 1 2  Mérkőzései a Copa Libertadores-en
3. ↑  Egy mérkőzés az argentin szuperkupán, három mérkőzés a FIFA-klubvilágbajnokságon

### A válogatottban
Frissítve: 2025. június 12.
| Válogatott | Év       | Mérkőzések | Gólok |
| ---------- | -------- | ---------- | ----- |
| Argentína  | 2025     | 1          | 0     |
| Összesen   | Összesen | 1          | 0     |

## Játékstílusa
Mastantuono leginkább támadó középpályásként szerepel, de játszhat szélsőként vagy mélységi irányítóként is. Erősségei közé tartozik a labdakezelés, kreativitás, pontos passzjáték, valamint a távoli lövések. Szakértők gyakran hasonlítják stílusát olyan játékosokéhoz, mint Pablo Aimar vagy Juan Román Riquelme.

## Sikerei, díjai

### Klub
River Plate
- Argentin bajnok: 2023
- Argentin szuperkupa: 2023

### Egyéni
- A hónap fiatal játékosa a Primera Divisiónban: 2024. április